# Bernardo Silva
Bernardo Mota Veiga de Carvalho e Silva (Lisboa, 10 de agosto de 1994) é um futebolista português que atua como médio-ofensivo ou extremo-direito. Joga no Manchester City e na Seleção Portuguesa.

## Carreira

### Benfica
Em 2002, chegou ao Benfica para a formação da equipa, onde ficou até 2013, ano em que obteve destaque pela conquista do Campeonato Português de Juniores. No mesmo ano, em agosto, subiu de categoria para defender o Benfica B e realizou a sua estreia diante do Trofense, que terminou com um empate de 0 a 0.
No dia 19 de outubro de 2013, aos 19 anos, realizou a sua estreia pelo Benfica numa partida válida pela Taça de Portugal diante do Clube Desportivo de Cinfães, que terminou numa vitória por 1 a 0 para os encarnados. Quando atuou pelo Benfica B obteve bastante destaque na Segunda Liga (a segunda divisão do Campeonato Português), destaque esse que fez com que fosse eleito o melhor jogador da competição.

### Mónaco

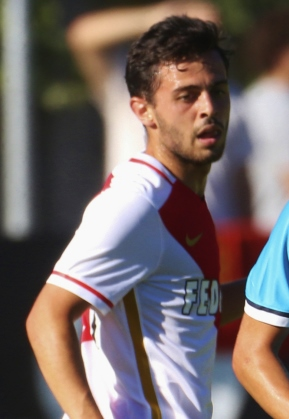
Bernardo Silva durante a temporada 2016-17

Não tendo tantas oportunidades na equipa principal do Benfica, em 2014 foi emprestado por uma temporada ao Mónaco. Realizou a sua estreia pela equipa francesa numa partida válida pelo Campeonato Francês contra o Bordeaux, tendo entrado no lugar de Lucas Ocampos, na segunda parte. Foi o autor do único golo da vitória por 1 a 0 contra o Olympique de Marselha, pelo Campeonato Francês.
No dia 20 de janeiro de 2015, o Benfica anunciou a venda dos direitos económicos de Bernardo Silva ao Mónaco, por 15,75 milhões de euros, assinando um contrato válido até 30 de junho de 2019. Na temporada de 2016–17 foi um dos destaques do Mónaco ao lado de Falcao García, Kylian Mbappé e Fabinho na excelente campanha que a equipa francesa realizou na Liga dos Campeões, eliminando equipas como Manchester City e Borussia Dortmund, mas terminou em quarto lugar, após ser eliminado pela Juventus. Além disso, também foi fundamental na campanha que resultou na conquista do Campeonato Francês.

### Manchester City
Após se tornar num destaque do Mónaco, e ser alvo de várias equipas na Europa, em maio de 2017 foi anunciado como reforço do Manchester City, numa transferência que rondou os 43 milhões de libras (47,9 milhões euros). Bernardo Silva usa a camisola 20 do clube inglês.
Bernardo foi uma das peças fundamentais na temporada 2022-23 do City, onde ajudou bastante na conquista da tríplice coroa (Copa da Inglaterra, Premier League e Champions League). Bernardo ainda foi premiado como um dos melhores médios da Champions League. A melhor temporada da história do City.
Ao todo, realizou 55 jogos, sete golos, seis assistências e 0.23 participações em golos por jogo, além de três golos e uma assistência em ligas europeias.
A 15 de janeiro de 2024, a FIFA anunciou a seleção do ano de 2023 no prêmio Fifa The Best e Bernardo Silva foi escolhido para um dos centro campistas.

## Estatísticas
Atualizadas até 11 de setembro de 2021

### Clubes
| Equipa            | Temporada         | Campeonato nacional | Campeonato nacional | Campeonato nacional | Taças nacionais | Taças nacionais | Taças nacionais | Competições continentais | Competições continentais | Competições continentais | Total | Total | Total   |
| Equipa            | Temporada         | Jogos               | Golos               | Assist.             | Jogos           | Golos           | Assist.         | Jogos                    | Golos                    | Assist.                  | Jogos | Golos | Assist. |
| ----------------- | ----------------- | ------------------- | ------------------- | ------------------- | --------------- | --------------- | --------------- | ------------------------ | ------------------------ | ------------------------ | ----- | ----- | ------- |
| Benfica B         | 2013–14           | 38                  | 7                   | 7                   | –               | –               | –               | –                        | –                        | –                        | 38    | 7     | 7       |
| Benfica B         | Total             | 38                  | 7                   | 7                   | –               | –               | –               | –                        | –                        | –                        | 38    | 7     | 7       |
| Benfica           | 2013–14           | 1                   | 0                   | 0                   | 2               | 0               | 0               | –                        | –                        | –                        | 3     | 0     | 0       |
| Benfica           | Total             | 1                   | 0                   | 0                   | 2               | 0               | 0               | –                        | –                        | –                        | 3     | 0     | 0       |
| Monaco            | 2014–15           | 32                  | 9                   | 3                   | 6               | 1               | 0               | 7                        | 0                        | 1                        | 45    | 10    | 4       |
| Monaco            | 2015–16           | 32                  | 7                   | 1                   | 4               | 0               | 2               | 8                        | 0                        | 0                        | 44    | 7     | 3       |
| Monaco            | 2016–17           | 37                  | 8                   | 9                   | 6               | 0               | 0               | 15                       | 3                        | 1                        | 58    | 11    | 10      |
| Monaco            | Total             | 101                 | 23                  | 13                  | 16              | 1               | 2               | 30                       | 3                        | 2                        | 147   | 28    | 17      |
| Manchester City   | 2017–18           | 35                  | 6                   | 3                   | 9               | 2               | 4               | 9                        | 1                        | 2                        | 53    | 9     | 9       |
| Manchester City   | 2018–19           | 36                  | 7                   | 7                   | 7               | 2               | 5               | 8                        | 4                        | 1                        | 51    | 13    | 13      |
| Manchester City   | 2019–20           | 34                  | 6                   | 7                   | 11              | 2               | 2               | 7                        | 0                        | 1                        | 52    | 8     | 10      |
| Manchester City   | 2020–21           | 26                  | 2                   | 3                   | 6               | 2               | 1               | 13                       | 1                        | 2                        | 26    | 5     | 6       |
| Manchester City   | 2021–22           | 2                   | 0                   | 0                   | 1               | 0               | 0               | 0                        | 0                        | 0                        | 3     | 0     | 0       |
| Manchester City   | Total             | 133                 | 21                  | 20                  | 34              | 8               | 12              | 37                       | 6                        | 6                        | 204   | 35    | 38      |
| Total na carreira | Total na carreira | 273                 | 52                  | 40                  | 52              | 9               | 14              | 67                       | 9                        | 8                        | 392   | 70    | 62      |

### Seleção Portuguesa
Sub-19
| Ano   |       |       |
| Ano   | Jogos | Golos |
| ----- | ----- | ----- |
| 2013  | 11    | 1     |
| Total | 11    | 1     |

Sub-21
| Ano   |       |       |         |
| Ano   | Jogos | Golos | Assist. |
| ----- | ----- | ----- | ------- |
| 2013  | 2     | 2     | 1       |
| 2014  | 6     | 3     | 1       |
| 2015  | 6     | 1     | 1       |
| Total | 14    | 6     | 3       |

Seleção Principal
| Ano   |       |       |         |
| Ano   | Jogos | Golos | Assist. |
| ----- | ----- | ----- | ------- |
| 2015  | 6     | 0     | 0       |
| 2016  | 4     | 1     | 3       |
| 2017  | 12    | 1     | 2       |
| 2018  | 11    | 1     | 1       |
| 2019  | 10    | 3     | 7       |
| 2020  | 8     | 1     | 1       |
| 2021  | 10    | 1     | 1       |
| Total | 61    | 8     | 15      |

Seleção Portuguesa (total)
| Ano   |       |       |         |
| Ano   | Jogos | Golos | Assist. |
| ----- | ----- | ----- | ------- |
| 2013  | 13    | 3     | 1       |
| 2014  | 6     | 3     | 1       |
| 2015  | 12    | 1     | 1       |
| 2016  | 4     | 1     | 3       |
| 2017  | 12    | 1     | 2       |
| 2018  | 11    | 1     | 1       |
| 2019  | 10    | 3     | 7       |
| 2020  | 8     | 1     | 1       |
| 2021  | 10    | 1     | 1       |
| Total | 86    | 15    | 18      |

Expanda a caixa de informações para conferir todos os jogos deste jogador, pela sua seleção nacional.
Sub-19
|     | Data                   | Local                                                 | Resultado | Adversário    | Golo(s) | Competição                |
| --- | ---------------------- | ----------------------------------------------------- | --------- | ------------- | ------- | ------------------------- |
| 1.  | 4 de fevereiro de 2013 | La Manga Football Complex, La Manga                   | 1–1       | Suécia        | 0       | Amistoso                  |
| 2.  | 23 de abril de 2013    | Estádio Sport Clube Freamunde, Freamunde              | 2–0       | Geórgia       | 0       | Amistoso                  |
| 3.  | 25 de abril de 2013    | Estádio de São Miguel, Gondomar                       | 1–0       | Rússia        | 0       | Amistoso                  |
| 4.  | 27 de abril de 2013    | Estádio Municipal da Póvoa de Varzim, Póvoa de Varzim | 6–2       | Sérvia        | 0       | Amistoso                  |
| 5.  | 4 de junho de 2013     | Estádio do Mar, Matosinhos                            | 7–0       | Bulgária      | 1       | Elim. Europeu Sub-19 2013 |
| 6.  | 6 de junho de 2013     | Estádio Cidade de Barcelos, Barcelos                  | 4–1       | Tchéquia      | 0       | Elim. Europeu Sub-19 2013 |
| 7.  | 9 de junho de 2013     | Estádio Cidade de Barcelos, Barcelos                  | 1–0       | Dinamarca     | 0       | Elim. Europeu Sub-19 2013 |
| 8.  | 20 de julho de 2013    | ARVI Arena, Marijampolė                               | 0–1       | Espanha       | 0       | Europeu Sub-19 2013       |
| 9.  | 23 de julho de 2013    | Alytus Stadium, Alytus                                | 4–1       | Países Baixos | 0       | Europeu Sub-19 2013       |
| 10. | 26 de julho de 2013    | Darius and Girėnas Stadium, Kaunas                    | 4–2       | Lituânia      | 0       | Europeu Sub-19 2013       |
| 11. | 29 de julho de 2013    | Alytus Stadium, Alytus                                | 2–2       | Sérvia        | 0       | Europeu Sub-19 2013       |

## Títulos
Benfica
- Primeira Liga: 2013–14
- Taça de Portugal: 2013–14
- Taça da Liga: 2013–14

Monaco
- Ligue 1: 2016–17

Manchester City
- Premier League: 2017–18, 2018–19, 2020–21, 2021–22, 2022–23 e 2023–24[24]
- Taça da Liga Inglesa: 2017–18, 2018–19, 2019–20 e 2020–21
- Supertaça da Inglaterra: 2018, 2019 e 2024
- Taça da Inglaterra: 2018–19 e 2022–23
- Liga dos Campeões da UEFA: 2022–23[25]
- Copa do Mundo de Clubes da FIFA: 2023[26]

Seleção Portuguesa
- Liga das Nações da UEFA: 2018–19 e 2024–25

### Prémios individuais
- Equipa do torneio do Campeonato Europeu Sub-19 de 2013[27]
- Equipa do torneio do Campeonato Europeu Sub-21 de 2015[28]
- Jogador do mês da Ligue 1: Janeiro de 2017
- Equipa ideal da Ligue 1: 2016–17
- Equipa ideal da Premier League: 2018–19, 2021–22[29]
- Jogador do ano do Manchester City: 2018-19
- Equipa do torneio da Liga das Nações da UEFA: 2018–19[30]
- Jogador do Torneio da Liga das Nações da UEFA 2019
- Futebolista do Ano em Portugal: 2018, 2019
- Troféu Alan Hardaker: 2019
- Equipa ideal da Liga dos Campeões da UEFA: 2022–23
- FIFPro World XI: 2023

## Vida Pessoal
A 1 de julho de 2023, Bernardo Silva casou com Inês Degener Tomaz, na Quinta Nova da Nossa Senhora do Carmo, em Covas do Douro.
 

O casal tem uma filha, Carlota, nascida a 29 de agosto de 2023 (1 anos).